# Sparkasse Ansbach
Die Sparkasse Ansbach ist ein öffentlich-rechtliches Kreditinstitut mit Sitz in Ansbach in Bayern. Weitere juristische Sitze bestehen in Feuchtwangen, Rothenburg ob der Tauber, Dinkelsbühl, Wassertrüdingen und Heilsbronn. Das Geschäftsgebiet umfasst die Stadt und den Landkreis Ansbach.

## Organisationsstruktur
Die Sparkasse Ansbach ist eine Anstalt des öffentlichen Rechts. Rechtsgrundlagen sind das Sparkassengesetz, die bayerische Sparkassenordnung und die durch den Zweckverband der Sparkasse erlassene Satzung. Organe der Sparkasse sind der Vorstand und der Verwaltungsrat. Träger der Sparkasse ist der Zweckverband Kreis- und Stadtsparkasse Ansbach. Dem Zweckverband gehören der Landkreis Ansbach (35,79 %), die Stadt Ansbach (33,33 %),  die Stadt Feuchtwangen (8,76 %),  die Große Kreisstadt Rothenburg ob der Tauber (7,12 %), die Große Kreisstadt Dinkelsbühl (3,76 %), die Stadt Wassertrüdingen (3,65 %),  die Stadt Heilsbronn (2,53 %), die Stadt Windsbach (2,53 %) und die Gemeinde Neuendettelsau (2,53 %) als Mitglieder an.

## Geschäftszahlen
Die Sparkasse betreibt als Sparkasse das Universalbankgeschäft. Die Sparkasse Ansbach wies im Geschäftsjahr 2023 eine Bilanzsumme von 5,569 Mrd. Euro aus und verfügte über Kundeneinlagen von 4,243 Mrd. Euro. Gemäß der Sparkassenrangliste 2023 liegt sie nach Bilanzsumme auf Rang 78. Sie unterhält 43 Filialen/Selbstbedienungsstandorte und beschäftigt 706 Mitarbeiter.

## Sparkassen-Finanzgruppe
Die Sparkasse Ansbach ist Teil der Sparkassen-Finanzgruppe. Die Sparkasse vertreibt daher z. B. Bausparverträge der LBS, offene Investmentfonds der Deka und vermittelt Versicherungen der Versicherungskammer Bayern. Die Funktion der Sparkassenzentralbank nimmt die Bayerische Landesbank wahr.

## Fusion
Die Sparkasse Ansbach entstand im Jahre 2016 durch Fusion der Vereinigten Sparkassen Stadt und Landkreis Ansbach mit der Kreis- und Stadtsparkasse Dinkelsbühl und der Stadt- und Kreissparkasse Rothenburg o.d.T.